# Jessie Boucherett
(Emilia) Jessie Boucherett (novembre 1825 – 18 octobre 1905) est une militante britannique des droits des femmes.

## Biographie
Emilia Jessie Boucherett est née en novembre 1825 à Willingham, près de Lincolnshire. Elle est la cadette de Ayscoghe Boucherett (en) et Louisa Pigou, fille de Frederick John Pigou de Dartford, Kent. Elle fait ses études à l'école des quatre Miss Byerleys à Avonbank, Stratford-on-Avon, où Mrs. Gaskell est une pupille.
Les activités de Boucherett en faveur de la cause des femmes sont inspirées par la lecture du English Woman's Journal, qui reflète ses propres objectifs, et par un article dans le Edinburgh Review  sur les problèmes de nombreuses femmes « superflues » en Angleterre pendant le milieu du XIXe siècle, une époque où il y a beaucoup plus de femmes que d'hommes dans la population. 
Avec Barbara Bodichon et Ann Adelaide Procter, Boucherett aide à fonder la Société pour la promotion de l'emploi des femmes en 1859. Elle devient en 1926 la Société pour la promotion de la formation des femmes qui, aujourd'hui fonctionne comme l'organisme de bienfaisance Futures pour les femmes. 
En 1859, Boucherett et Procter rejoignent le Langham Place groupe, un petit groupe déterminé qui fait campagne pour l'amélioration de la situation des femmes, il est actif entre 1857 et 1866.
Boucherett est une promotrice du mouvement du droit de vote des femmes et une fervente partisane de la loi sur les biens des femmes mariée de 1870 (en).
Elle fonde la Englishwoman's Review en 1866, et la dirige jusqu'en 1870, quand elle fonde avec Lydia Becker le Women's Suffrage Journal. Elle est aussi membre fondatrice de la Kensington Society.

## Œuvres
- Hints on Self-Help for Young Women, 1863
- The Condition of Women in France', 1868
- 'How to Provide for Superfluous Women', dans l'œuvre de Josephine Butler, Women's Work and Women's Culture, 1869
- 'The industrial position of women', dans l'œuvre de Theodore Stanton, The Woman Question in Europe, 1884
- The Condition of Working Women and the Factory Acts, avec Helen Blackburn, 1896